# Куликов Георгій Степанович
Куликов Георгій Степанович (11 червня 1947) — латвійський плавець.
Учасник Олімпійських Ігор 1968, 1972 років.